# Боуменова мембрана
Передняя пограничная мембрана роговицы (боуменова мембрана, боуменова оболочка) представляет собой плотный слой, отделяющий строму от переднего эпителия роговой оболочки глаза. У взрослого человека толщина этого слоя составляет 8-12 мкм; у некоторых видов млекопитающих он отсутствует. Слой был впервые описан английским офтальмологом и анатомом Уильямом Боуменом (1816—1892).
Боуменова мембрана не содержит клеток и состоит из переплетённых коллагеновых фибрилл и связанных с ними протеогликанов. При изучении эмбрионального развития описан синтез этого слоя клетками стромы, однако есть данные и о возможном вкладе эпителия в синтез фибрилл.
Функция боуменовой мембраны неясна: некоторые учёные предполагают, что она позволяет достичь оптимальной гладкости эпителия и точности рефракции. Согласно другой гипотезе, благодаря ей предотвращаются взаимодействия стромы с эпителием, которые могут привести клетки стромы в активированное состояние и помешать нормальной сборке стромальных ламелл и адекватному заживлению роговицы после ранений. Существует также представление, что боуменова мембрана — всего лишь результат взаимодействия стромы и эпителия, не играющий сам по себе критической роли. Действительно, большинство видов млекопитающих обходятся без этого слоя.

## Клиническое значение
Разрывы в Боуменовой мембране отмечаются при кератоконусе, кератоторусе и буллёзной кератопатии.
Редкое заболевание, поражающее этот слой, роговичная дистрофия боуменовой мембраны, тип 1, оно же дистрофия Рейс-Бюклерса, по данным исследований, в некоторых случаях связано с мутациями гена TGFBI.